# Malebnost

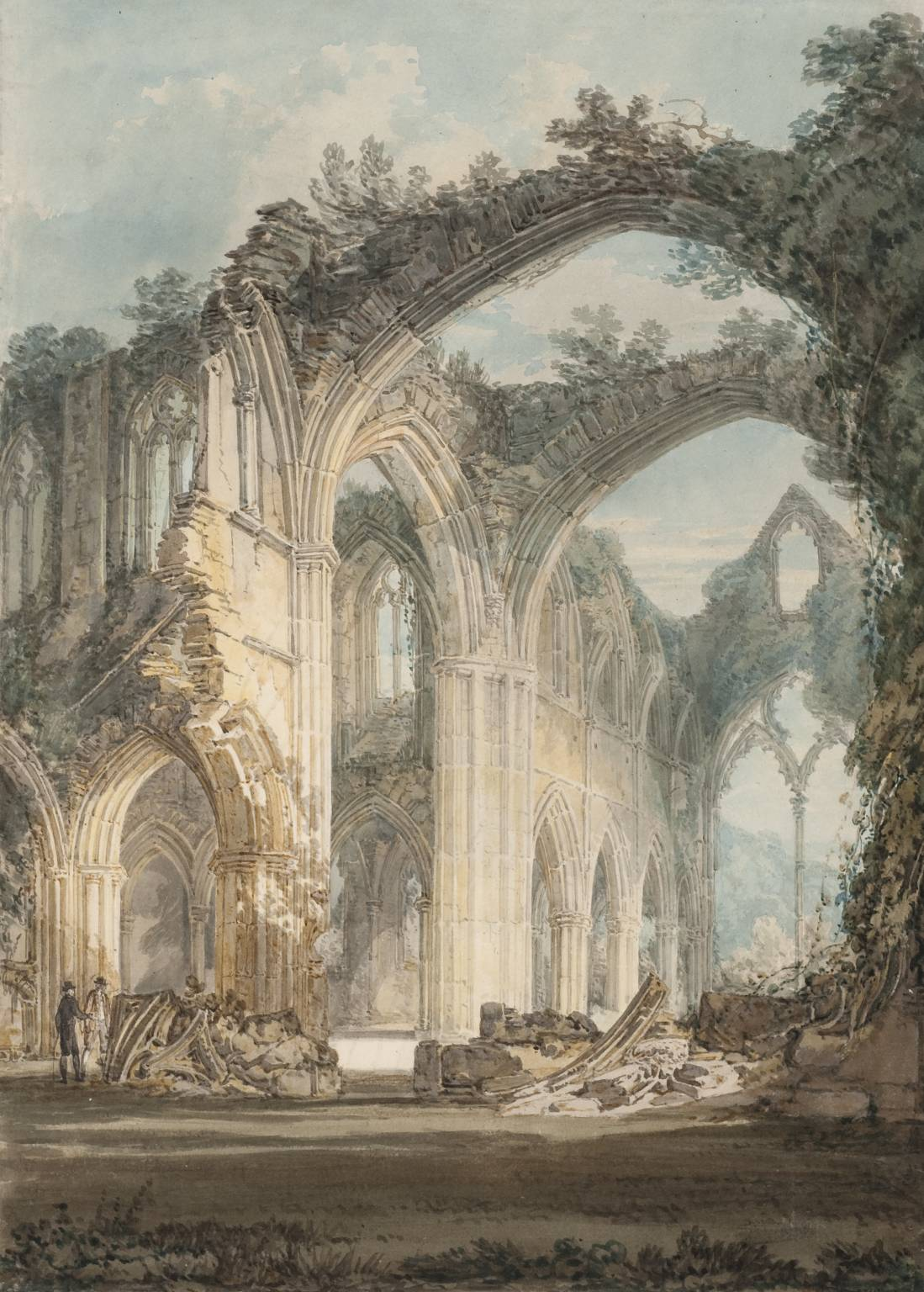
Kněžiště a křížová chodba klášteru Tintern, pohled k východnímu oknu, William Turner, 1794

Malebnost nebo malebno je ideál, který popisuje estetickou a výtvarnou kvalitu krajiny, krajinného či urbanistického celku půvabně působící svou barevnou či tvarovou rozmanitostí.

## Historie
Pojem pochází z Nizozemí a původně znamenal pouze to, co odpovídá potřebám a pohledům malířů. Do angličtiny (picturesque) pronikl kolem roku 1782 poangličtěním francouzského pittoresque nebo italského pittoresco. Zasloužil se o to duchovní, vzdělanec a umělec William Gilpin, který od 80. let vydával cestopisné knihy doprovázené vlastními ilustracemi. Termín se poprvé ve větším množství objevuje jeho v knize Observations on the River Wye. Následně sepsal samostatné eseje od malebné kráse, cestování a skicování (1792). Dle Gilpina je hlavním znakem malebna určitá drsnost, nepravidelnost, neuhlazenost a kostrbatost, která těší lidské oko. Jsou pro ni charakteristické staré stromy, divoký porost, chatrče, chalupy i žebráci. Šlo o protichůdnou tendenci dřívějšímu klasicismu či bukolických idyl.
Během romantismu začaly být malebné věci postupně nazývány jako „romantické". Umělec Gilpin ovšem tyto pojmy sám rozlišuje.